# Korchawang
Korchawang (nep. कर्चावाङ) – gaun wikas samiti w zachodniej części Nepalu w strefie Rapti w dystrykcie Rolpa. Według nepalskiego spisu powszechnego z 2011 roku liczył on 747 gospodarstw domowych i 3299 mieszkańców (1901 kobiet i 1398 mężczyzn).